# Fusicoccum amygdali
Fusicoccum amygdali és una espècie de fong ascomicot de l'ordre dels botriosferials (Botryosphaeriales) que causa un xancre en els fruiters drupacis, especialment en l'ametller.
Produeix una toxina anomenada fusiccoccina que fa que els estomes de la planta quedin oberts. Inicialment es forma sobre els branquillons taques fosques de color marró que generalment es desenvolupen al voltant d'un borró. L'escorça s'esberla i deixa anar un exsudat gomós, després la lesió es presenta a la superfície en forma de petites àrees negroses arrodonides, que són la fructificació del patogen. Quan la lesió s'estén a tota la circumferència de la branca i fins i tot les fulles es veuen afectades presentant taques cloròtiques que més tard es necrosen, romanent de vegades envoltades d'una zona de color groguenc. El patogen entra a través de ferides causades per la caiguda de les fulles, la pluja i les operacions d'esporgada o per l'atac de plagues; les infeccions solen aparèixer a la tardor o primavera. Per tal de lluitar contra la infecció es poden i destrueixen els branquillons afectats, desinfectant amb productes de coure les ferides de l'esporga i amb fungicides a la tardor i la primavera.